# بلوص

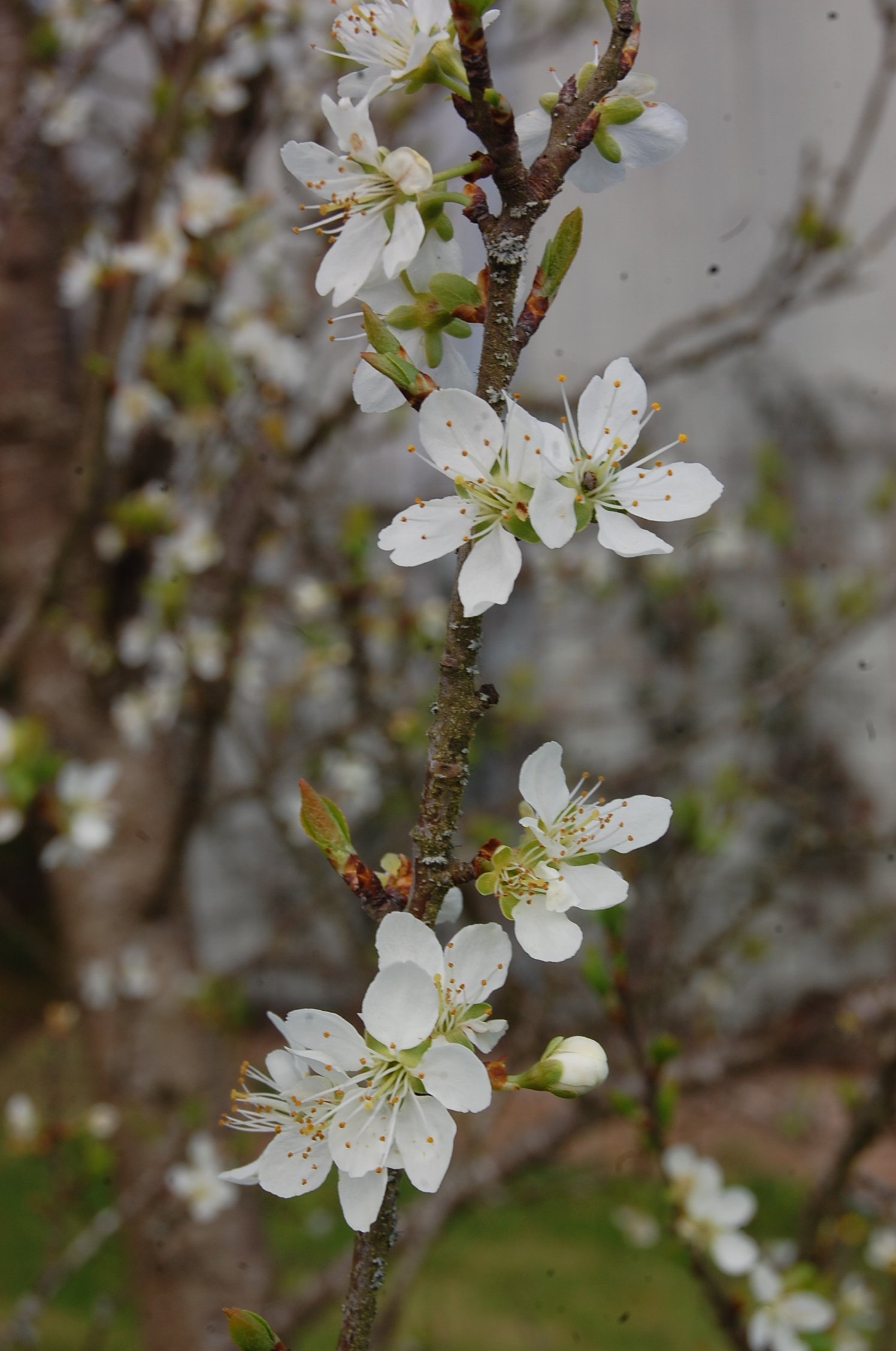
إزهار البلوص

البَلُّوص هو ضرب من البرقوق. إنه يحمل ثمارًا صالحة للأكل تشبه تلك الموجودة في دمسون ، ويعد مثله سلالةًبرقوق شائع.